# Цекоцино
Цекоцино (пол. Ciekocino) — село в Польщі, у гміні Хочево Вейгеровського повіту Поморського воєводства.
Населення — 106 осіб (2011).
У 1975-1998 роках село належало до Гданського воєводства.

## Демографія
Демографічна структура станом на 31 березня 2011 року:
|          | Загалом | Допрацездатний вік | Працездатний вік | Постпрацездатний вік |
| -------- | ------- | ------------------ | ---------------- | -------------------- |
| Чоловіки | 51      | 20                 | 28               | 3                    |
| Жінки    | 55      | 15                 | 32               | 8                    |
| Разом    | 106     | 35                 | 60               | 11                   |